# Rik Kuethe
Frederik Philip (Rik) Kuethe (Laren, 1 februari 1942 – Leidschendam, 19 maart 2020) was een Nederlands schrijver, journalist en diplomaat. Hij werkte van 1970 tot 1985 voor het Nederlandse ministerie van Buitenlandse Zaken, waarna hij als journalist in dienst trad bij het weekblad Elsevier.

## Opleiding
Na het gymnasium in Hilversum (1953-1960) studeerde Kuethe rechten aan de Universiteit Leiden, waar hij lid was van het Leidsche Studenten Corps, tegenwoordig LSV Minerva.
Bij het corps was hij onder meer actief als abactis van de Almanakcommissie (1963) en als lid van het Collegium (1964 tot 1965).
In 1960 haalde Kuethe de voorpagina van De Telegraaf met een actie tegen het wetsontwerp voor het Hoger Onderwijs van minister Jo Cals. Door ‘‘voor aap te spelen’’ protesteerde hij tegen de beperking van de studievrijheid. Kuethe liet zich voor 24 uur opsluiten in een kooi die voor het oude Leidse gerechtsgebouw Het Gravensteen stond opgesteld. ‘‘Voor mij is het lichtpunt dat de vrouwelijke studenten hebben toegezegd de aap te zullen voederen’’, citeert de krant de ‘‘de 18-jarige student rechten’’.
In 1966 keerde Kuethe zich in een artikel in het corpsorgaan Virtus Concordia Fides tegen Pro Patria. ‘‘Waar iedere dag honderden leeftijdsgenoten met kogels doorzeefd worden, komt het spelen met vuur mij als een absurde en zeer smakeloze grap voor’’, aldus Kuethe, doelend op de Vietnamoorlog. ‘‘Wanneer wij van het fnuikende imago van vrijblijvend conservatisme af willen, zou het uitstoten van Pro Patria een van de eerste heilzame stappen kunnen zijn’’, aldus besloot de bijdrage van Kuethe, die door Het Vrije Volk, dat over zijn artikel berichtte, als ‘‘vrij invloedrijk in het Leidse corps’’ (want erelid) werd omschreven.
Na zijn doctoraal rechten (november 1966) liep Kuethe stage bij de Europese Economische Gemeenschap (EEG) in Brussel (januari-mei 1967).
Van september 1969 tot november 1970 volgde Kuethe de Leergang Buitenlandse Betrekkingen (‘‘het klasje’’), verzorgd door het Nederlands Genootschap voor Internationale Zaken, als voorbereiding op een carrière in de diplomatie.

## Loopbaan als diplomaat
Voorafgaand aan het ‘‘het klasje’’ werkte hij van mei 1967 tot mei 1969 bij het regionaal kantoor van de Internationale Arbeidsorganisatie van de Verenigde Naties in Lagos (Nigeria).
Vanaf december 1970 stationeerde de Buitenlandse Dienst van het ministerie van Buitenlandse Zaken hem als diplomaat achtereenvolgens in de volgende standplaatsen:
- 1970-1973: in Geneve (Zwitserland) bij de Permanente Vertegenwoordiging van Nederland bij de Verenigde Naties.
- 1974-1977: in Madrid (Spanje) bij de Nederlandse ambassade.
- 1977-1980: in Brussel (België) bij de Nederlandse Delegatie bij de NAVO.
- 1980- 1983: in Colombo (Sri Lanka) als Hoofd (‘‘zaakgelastigde’’) van de Nederlandse ambassade.
- 1983-1985: in Den Haag als Hoofd Bureau Economische Zaken en Regionale Commissies van de Directie Internationale Organisaties van het ministerie van Buitenlandse Zaken.

### Handgemeen Gerard Reve
Als zaakgelastigde in Sri Lanka hield Kuethe op 15 januari 1982 een ontvangst voor minister Kees van Dijk voor Ontwikkelingssamenwerking, waarbij hij ook Gerard Reve had uitgenodigd, die samen met zijn vriend Joop Schafthuizen op het eiland verbleef. Na het vertrek van de bewindsman kreeg Reve een veelbeschreven ruzie met een Haagse ambtenaar uit het gevolg van de bewindsman. Toen de vrouw van een ambassademedewerker Reve voorhield dat juist hij, ‘‘met zijn bijzondere geaardheid’’, niet zo agressief moest optreden, sloeg Reve haar tegen de grond, waarna haar echtgenoot zich op hem stortte. Kuethe en zijn vrouw brachten Reve en Schafthuizen tot bedaren en boden het stel de dienstauto aan om thuis te komen. Terug in Nederland liet Reve via de redactie van Elsevier al zijn boeken bezorgen bij de ambassade in Colombo.

### Conflict met Buitenlandse Zaken
Op maandag 20 mei 1985 trok Kuethe in het televisieprogramma van Karel van de Graaf de stelling van ambassadeur in algemene dienst Henry Wijnaendts in twijfel, dat naar Nederland gevluchte Tamils gerust konden worden teruggestuurd naar hun eigen land, het zuiden van Sri Lanka. ‘‘Ambtelijke apekool’’, zo noemde Kuethe deze conclusie uit het rapport dat Wijnaendts had opgesteld.. Op Sri Lanka had Kuethe in 1983 als zaakgelastigde gezien hoe de Tamils door de Sri Lankanen waren afgeslacht, vertelde hij. Zijn uitspraak leidde tot grote commotie aangezien het zeer ongebruikelijk was dat ambtenaren zich keren tegen de lijn van hun departement of zich anderszins ondiplomatiek of politiek uitlaten in de media. De dag na de uitzending zei Kuethe dat hij zijn kwalificatie betreurde, maar niet van plan was zijn kritiek op het reisverslag van Wijnaendts in te slikken. Dat deed hij ook niet nadat hij door zijn minister Hans van den Broek in een persoonlijk gesprek was berispt. ‘‘Apekool’’ zou een gevleugelde uitdrukking worden op het ministerie en werd in 2012 gebruikt als titel voor een bundeling van honderd liedteksten uit 28 jaar cabaret op het ministerie.

## Loopbaan als journalist bijElsevier
Toenmalig Hoofdredacteur Ferry Hoogendijk van het weekblad Elsevier (toen nog Elseviers Magazine geheten) nodigde Kuethe na de uitzending van Karel van der Graaf uit om bij zijn blad te komen werken, ook al was hij het niet eens met het standpunt dat Kuethe had uitgedragen bij Karel van der Graaf. Kuethe, wiens grootvader van moeders kant de naam ‘‘Elzevier’’ droeg, kwam op 16 augustus 1985 in dienst en begon op maandag 19 augustus op de Buitenlandredactie van het weekblad.
Voor Elsevier schreef hij reportages uit het buitenland en interviewde hij vele buitenlandse staatshoofden, politici en diplomaten. Later specialiseerde hij zich in de Verenigde Staten. In 1994 kreeg hij een wekelijkse rubriek, ‘‘Kort Amerikaans’’, die liep tot 2009.
Voor de website van Elsevier schreef hij biografieën van alle Amerikaanse presidenten, waarin hij ook aandacht besteedde aan hun relatie met Nederland. In 2008 werden ze in boekvorm uitgegeven onder de titel Alle 44 Amerikaanse presidenten. Na zeven herdrukken verscheen na de verkiezingen van Donald Trump in november 2016 een nieuwe editie, getiteld Alle 45 Amerikaanse presidenten.
Ook van alle naoorlogse Amerikaanse ministers van Buitenlandse Zaken schreef Kuethe een schets van hun leven. Deze bundeling verscheen onder de titel De adelaars van het Witte Huis. Alle naoorlogse ministers van Buitenlandse Zaken en hun relatie met Nederland.
In 2015 vierde Kuethe zijn 30-jarig jubileum bij Elsevier. In een interview met Sjoske Cornelissen van het vakblad Villamedia liet de toen 73-jarige Kuethe weten dat hij nog niet aan stoppen dacht. ‘‘Ik heb niet het idee dat ik jonge mensen in de weg zit.’’
In hetzelfde interview noemde hij de journalistiek een veel interessanter vak dan de diplomatie. ‘‘Journalistiek is een smoes om overal aan te ruiken.’’ Hij zei geen enkel beroep te kennen dat zo afwisselend is, al zegt een tandarts natuurlijk ook dat elke mond anders is.
Tot zijn overlijden in 2020 bleef Kuethe als buitenlandredacteur voor Elsevier werken. Hij was drie dagen per week op de redactie te vinden en opende op maandag het commentaarberaad.

### Kritiek op Jérôme Heldring
Op een feestelijke bijeenkomst ter gelegenheid van de viering van de tachtigste verjaardag van Jérôme Heldring in 1997 vroeg Kuethe het woord. Hij deed dit na een lofrede van Maarten Brands op de jarige. Kuethe merkte op dat Heldring een reis naar de Sovjet-Unie, die was betaald door de Nederlandse geheime dienst, in een recente column in NRC ten onrechte had vergeleken met zijn baan, begin jaren vijftig, bij het Nederlands Informatiebureau in New York. Prof. Brands ontstak in grote woede over deze verstoring van de feestvreugde, maar Heldring gaf later toe dat het inderdaad - journalistiek gesproken - not done is om je door een geheime dienst te laten betalen.

## Loopbaan als schrijver
In zijn studententijd publiceerde Kuethe gedichten in de rubriek ‘‘Dichtershoek’’ van het Algemeen Handelsblad. Als 21-jarige won hij in 1963 een prijs van de krant (een boek en de wens ‘‘Hij leve lang’’) met het gedicht (over koningin Wilhelmina) ‘‘Leiden, op de sterfdag van een groot Vorstin’’.
Als diplomaat schreef Kuethe voor Tirade, de Internationale Spectator en NRC Handelsblad. Nadat hij in dienst kwam van Elsevier publiceerde hij zijn literaire verhalen in Hollands Maandblad.
Later volgden een novelle, een brievenboek, een vaak herdrukte bundel met levensbeschrijvingen van alle Amerikaanse presidenten en hun relatie met Nederland en een soortgelijke bundel met alle naoorlogse Amerikaanse ministers van buitenlandse zaken. Ook bundelde Kuethe zijn verhalen uit Hollands Maandblad onder de titel De eeuwige Drenkeling.

### Memoires
In mei 2017 publiceerde Kuethe zijn memoires onder de titel Het badpak van mevrouw Bos. Enerverende ontmoetingen. In 52 vignetten schetste hij evenveel personen die zijn pad hebben gekruist. Van mensen 'met een klein bestaan' zoals de huisknecht van zijn ouders tot grootheden als de Japanse keizerin Michiko, secretaris-generaal van de NAVO Joseph Luns en burgemeester Rudolph Giuliani van New York. De illustraties en het omslag zijn van de hand van Beata Kalker-van Gendt, dochter van de antiquair A.L. van Gendt († 24 maart 1986) en kleindochter van de architect Adolf Daniël Nicolaas van Gendt.

### Receptie
Zijn roman De zaakgelastigde. Journal intime kreeg positieve recensies van onder anderen Theodor Holman in Het Parool (‘‘Verdomd goed geschreven’’), Ewoud Nysingh in de Volkskrant (‘‘prachtige anekdotes’’) en Wim Boevink in Trouw (‘‘aanstekelijk gevoel voor humor en speurbare lust tot vertellen’’, een ‘‘stijlvol en eerlijk boek’’), en De Gelderlander (‘‘geestig en kleurrijk’’).
Maar hij krijgt ook kritiek van René van Zanten in de Haagsche Courant dat hij staatssecretaris Gerrit Brokx een ‘‘gemakkelijke trap nageeft’’ door te vermelden dat deze bij zijn bezoek aan het eiland een extra grote hotelkamer liet reserveren ‘‘omdat hij zo van ijsberen houdt’’, maar die eigenlijk mede bestemd is voor de vrouw - niet zijn eigen vrouw - die hem nareisde uit Nederland. De positieve recensies van het boek leiden niet tot een nieuwe druk. Pas vijftien jaar later komt het tot een heruitgave.
Het andere werk van Kuethe krijgt een minder royale ontvangst. Het blijft bij signalementen. Zo wordt over zijn bundelingen van de levensschetsen van alle Amerikaanse presidenten en alle naoorlogse Amerikaanse ministers van Buitenlandse Zaken vooral melding gemaakt dat het goed is dat Kuethe ook hun relatie met Nederland beschrijft. De achtste druk van het presidentenboek, die verschijnt naar aanleiding van de verkiezing van Donald Trump, krijgt echter een ruime bespreking in Trouw (‘‘alleraardigst en ook handzaam’’). Maar Thomas von der Dunk noemt het boek in de Volkskrant ‘‘oppervlakkig’’. Dit is in tegenspraak met de aanschafinformatie van Nederlandse Bibliotheek Dienst voor openbare bibliotheken, die spreekt over ‘‘zeer goed leesbare, leuke, toegankelijke biografieën, met verrassende diepgang’’.
De in 2013 verschenen bundeling van zijn verhalen uit Hollands Maandblad, De eeuwige drenkeling. En andere waargebeurde verhalen, wordt kort gerecenseerd door het Haarlems Dagblad (‘‘kostelijk bundel’’ en ‘‘er valt heel veel te (glim)lachen’’) en De Gooi- en Eemlander (‘‘beeldrijk’’ en ‘‘grappig’’)..
Positieve aandacht is er voor zijn memoires. Het boek krijgt vier (uit vijf) sterren van de Volkskrant, waarvan de recensent Kuethes 'lichtvoetige pen' roemt. Voor  De Gooi- en Eemlander zijn de memoires aanleiding voor het afdrukken van een twee pagina's lang interview met de auteur. De recensie in Trouw memoreert dat de 75-jarige nog steeds werkzaam is op de buitenlandredactie van Elsevier. Chef boeken van NRC Handelsblad Michel Krielaars wijdt zijn column aan het boek en prijst zijn ‘‘goed gevoel voor ironie, waaraan het wereldwijd steeds meer ontbreekt’’. Casper Postmaa oordeelt in Den Haag Centraal: ‘‘Anekdotische geschiedschrijving van hoog niveau.’’

## Politieke aspiraties
Kuethe was als tiener voorzitter van de toen nog bestaande afdeling Gooiland van de Jongerenorganisatie Vrijheid en Democratie (JOVD). Hij droeg de voorzittershamer in 1957 over aan Hans Wiegel.
Bij de eerste rechtstreekse verkiezingen voor het Europees Parlement in 1979 stond Kuethe op de kandidatenlijst van D’66, op een onverkiesbare 18de plaats.

## Persoonlijk

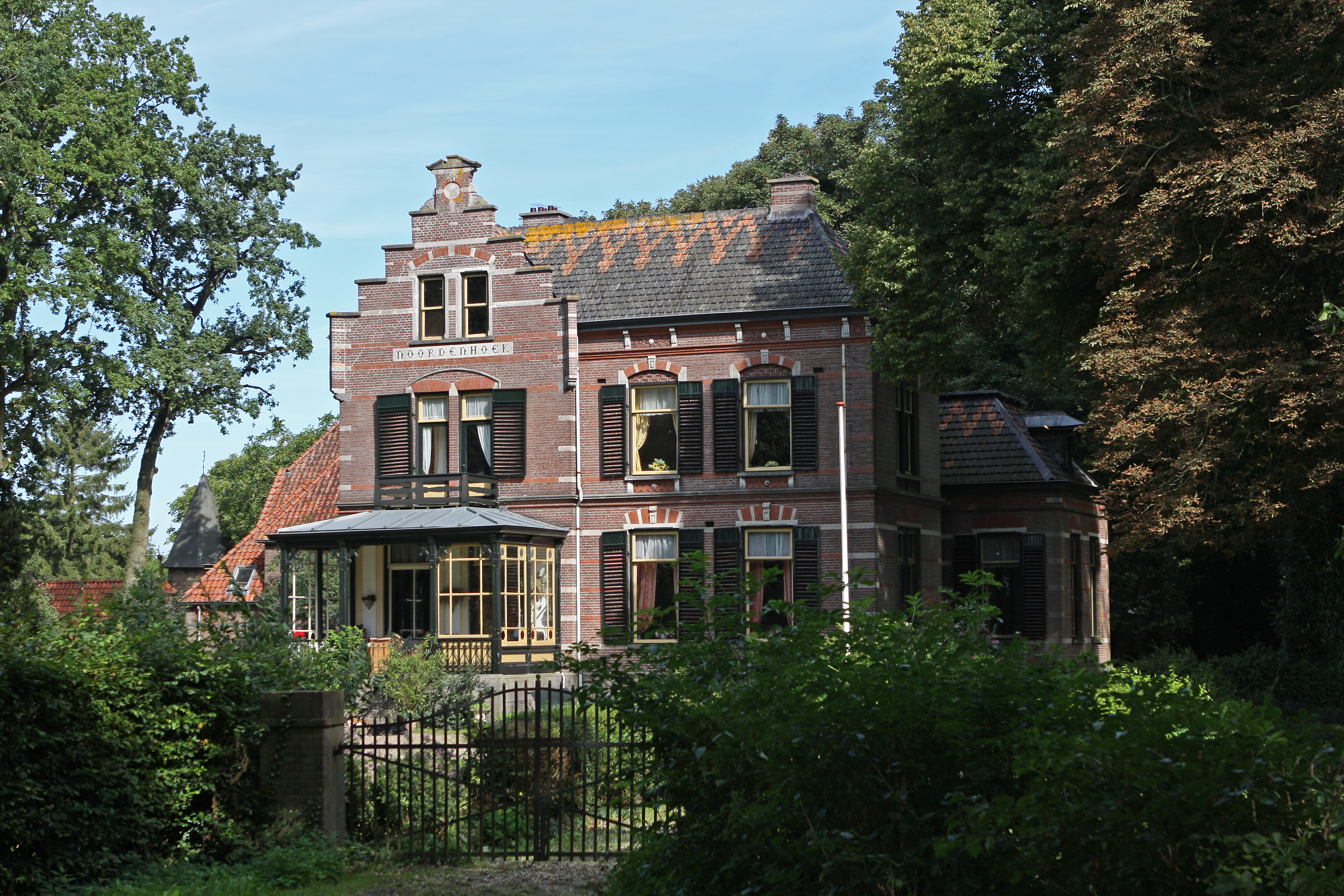
Landgoed Noordenhoek van de familie Van Everdingen, Appeldijk 1, Deil

Kuethe stamde uit een geslacht van Gelderse notabelen. Zijn overgrootvader dr. Friedrich Philip Küthe (1839-1896) was chirurg en huisarts in Tiel en was getrouwd met een dochter van de familie Van Everdingen van landgoed Noordenhoek in Deil.  
Zijn grootvader F.Ph. Küthe (1872-1936) was notaris in Arnhem.
Zelf groeide hij op in Laren als oudste zoon van de in Amsterdam werkzame advocaat F.Ph. Kuethe (1903-1996) en kraamverpleegster Marianne Hermina Ramondt (1911-1992). Uit het advocatenkantoor van Kuethe aan het Rokin (nummer 9-15 V),, waar vanaf eind jaren zestig ook H.L. Houthoff kantoor hield, is het nog steeds bestaande advocatenkantoor Houthoff voortgekomen. Zijn vader had grote belangstelling voor cultuur en maakte films en was vanaf zijn middelbareschooltijd bevriend met de Nederlands/Italiaanse (latere) schrijver en journalist Jacob graaf Antonini (1901-1983).
Zijn moeder is een dochter van Samuel Elzevier Ramondt (1866-1933), die nadat hij in Nederlands-Indië fortuin had vergaard als directeur van suikerfabrieken in Nederland een betrekking aanvaardde als directeur van de suikerfabriek Bodjong in Amsterdam. Hij behoorde op 12 april 1916 tot de 738 hoogstaangeslagenen van de provincie Noord-Holland.
Tijdens zijn studie rechten leerde hij Caroline Langeveld kennen, met wie hij trouwde en drie dochters kreeg.
Hij overleed in 2020 na een kort ziekbed op 78-jarige leeftijd. Op zijn 81ste geboortedag werd in de Rode Hoed in Amsterdam een druk bezochte herdenkingsbijeenkomst gehouden, waarbij een 318 pagina's tellende bundel met herinneringen van vrienden, familieleden, collega's en studiegenoten werd gepresenteerd.

## Naamsvarianten
Kuethe hanteerde als schrijver verschillende varianten van zijn naam. Zijn journalistieke werk en non-fictie boeken publiceerde hij onder de naam Rik Kuethe. Voor zijn literaire werk en zijn verhalen voor Tirade en Hollands Maandblad gebruikte hij de variant Frederik Philip Kuethe.
In de jaren veertig van de twintigste eeuw werd de familienaam om een voor de hand liggende reden gewijzigd van Küthe in Kuethe. De achternaam wordt uitgesproken als "Kuute".

## Publicaties
- De zaakgelastigde. Journal intime. Thomas Rap, Amsterdam (1994). Gepubliceerd onder de naam Frederik Philip Kuethe. ISBN 90-6005-460-1.
- Verre vrienden. Brieven tussen twee werelden (samen met René van Rijckevorsel). Thomas Rap, Amsterdam (1998). ISBN 90-6005-709-0
- Alle 44 Amerikaanse presidenten. Met een beschrijving van hun leven en hun relatie met Nederland. Deel 3 in Elseviers Amerikaanse Bibliotheek. Elsevier Boeken, Amsterdam (2008). ISBN 978-90-6882-917-4
- De zaakgelastigde. Roman (heruitgave van de eerste druk). Elsevier Boeken, Amsterdam (2009). ISBN 978-90-6882-768-2
- De eeuwige drenkeling. En andere waargebeurde verhalen. Elsevier Boeken, Amsterdam (2013). Gepubliceerd onder de naam Frederik Philip Kuethe ISBN 978-90-352-5103-8
- De adelaars van het Witte Huis. Alle naoorlogse ministers van Buitenlandse Zaken en hun relatie met Nederland. Met een voorwoord van Timonthy M. Broas, de Amerikaanse ambassadeur in Den Haag. Deel 7 in Elseviers Amerikaanse Bibliotheek. Elsevier Boeken, Amsterdam (juni 2014). ISBN 978-90-352-5066-6
- Alle 45 Amerikaanse presidenten. Met een beschrijving van hun leven en hun relatie met Nederland. Deel 11 in Elseviers Amerikaanse Bibliotheek. Elsevier Boeken, Amsterdam (november 2016). ISBN 978-90-352-5341-4
- Het badpak van mevrouw Bos. Enerverende ontmoetingen. Elsevier Boeken, Amsterdam (mei 2017). ISBN 978-94-634-8009-3
- Alle 46 Amerikaanse presidenten. Met een beschrijving van hun leven en hun relatie met Nederland (samen met Emile Kossen) (Amsterdam, 2020) ISBN 9789463480826

## Over Rik Kuethe
- Profiel Rik Kuethe - Biografie op de website van Elsevier.
- Primaire teksten van Rik Kuethe bij de Digitale Bibliotheek voor de Nederlandse Letteren (dbnl)
- Gerry van der List, Meer dan een weekblad. De geschiedenis van Elsevier (Amsterdam, 2015).
- Menno de Galan, 'Hij zag in iedereen een verhaal', necrologie in de reeks 'De laatste bladzijde' in: NRC Handelsblad, 25/26 april 2020, pagina 32.
- Arendo Joustra (samensteller), Ter Herinnering Rik Kuethe 1942-2020. Uitgeverij EW, Diemen, 2023. ISBN 9789463481106.

- Gemeinsame Normdatei: 1050222598
- International Standard Name Identifier: 0000 0000 7892 8555
- Library of Congress Control Number: n2009024415
- Nederlandse Thesaurus van Auteursnamen: 101243871
- Virtual International Authority File: 107214013
- WorldCat: E39PBJbMbh9RyMcgFbPBHykFKd